# Segunda batalla de Apia
La Segunda Batalla de Apia fue el enfrentamiento final de la Segunda guerra civil de Samoa, y posiblemente se libró como un intento de desafío por parte de los rebeldes de Samoa después de recibir un ultimátum que les habría negado el acceso a Apia.

## Batalla
Después de la tercera batalla de Vailele, los aliados declararon que mientras los mataafanes se mantuvieran fuera de Apia, no tomarían medidas contra ellos. El mes siguiente, el 25 de abril, los mataafanes atacaron a una patrulla marina estadounidense fuera de Apia, pero los rebeldes fueron expulsados de la zona.